# Projekt vzájemného porovnávání spojených modelů
Projekt vzájemného porovnávání spojených modelů (anlicky Coupled Model Intercomparison Project – CMIP) je v klimatologii společným rámcem, jehož cílem je zlepšit znalosti o změně klimatu a který je obdobou projektu AMIP (Atmospheric Model Intercomparison Project) pro globální propojené modely všeobecné cirkulace oceánů a atmosféry (GCM). Byl zorganizován v roce 1995 Pracovní skupinou pro spojené modelování (WGCM) Světového programu pro výzkum klimatu (WCRP). Je vyvíjen ve fázích, které mají podpořit zdokonalování klimatických modelů, ale také podpořit národní a mezinárodní hodnocení klimatických změn.

## Fáze CMIP
Program pro diagnostiku a porovnávání klimatických modelů v Lawrence Livermore National Laboratory podporuje několik fází CMIP tím, že pomáhá pracovní skupině WGCM určit rozsah projektu, udržuje databázi dat projektu a podílí se na analýze dat. CMIP obdržel modelové výstupy z předindustriálních simulací klimatu („kontrolní běhy“) a simulací s nárůstem CO2 o 1 % ročně přibližně 30 spřažených GCM. Novější fáze projektu (20C3M, ...) zahrnují realističtější scénáře ovlivňování klimatu pro historické, paleoklimatické i budoucí scénáře.

### Fáze 1 a 2
Podle Lawrence Livermore National Laboratory PCMDI byla odezva na vyhlášení CMIP1 velmi úspěšná a sběru dat se zúčastnilo 8 globálních spojených modelů, které reprezentují většinu mezinárodních skupin s globálními spojenými GCM. V důsledku toho bylo na zasedání CLIVAR NEG2 v září 1996 v kanadské Victorii rozhodnuto, že CMIP2 bude meziročním srovnáním 1 % složeného nárůstu CO2 (v délce 80 let), kde se CO2 zdvojnásobí přibližně v roce 70.

### Fáze 3
V letech 2005 a 2006 PCMDI koordinoval a ukládal sbírku výstupů klimatických modelů, která zahrnovala simulace minulých, současných a budoucích klimatických scénářů. Tato činnost umožnila těm klimatickým modelům, které nejsou součástí hlavních modelovacích center, provádět výzkum důležitý pro klimatology připravující čtvrtou hodnotící zprávu IPCC (IPCC AR4). Pro CMIP3 byl navržen seznam 20 různých experimentů a PCMDI vedl dokumentaci všech zapojených globálních klimatických modelů. Byly zahrnuty i další informace a soubory dat.

### Fáze 5
Poslední dokončenou fází projektu (2010–2014) je CMIP5. CMIP5 obsahuje více metadat popisujících modelové simulace než předchozí fáze. V rámci projektu METAFOR bylo vytvořeno vyčerpávající schéma popisující vědecké, technické a numerické aspekty běhů CMIP, které bylo archivováno spolu s výstupními daty.
Hlavním cílem experimentů CMIP5 bylo řešit nevyřešené vědecké otázky, které vyvstaly v rámci procesu IPCC AR4, zlepšit porozumění klimatu a poskytnout odhady budoucí změny klimatu, které budou užitečné pro ty, kdo zvažují její možné důsledky. Pátá hodnotící zpráva IPCC shrnuje informace z experimentů CMIP5, přičemž protokol experimentů CMIP5 byl schválen na 12. zasedání pracovní skupiny WCRP pro vázané modelování (WGCM). Jsou zahrnuty i další informace a soubory dat.

### Fáze 6
Šestá fáze byla zahájena v roce 2013 a přehled návrhu a organizace byl zveřejněn v roce 2016. Do roku 2018 bylo v rámci CMIP6 schváleno 23 modelových srovnávacích projektů (MIP), do kterých se zapojilo 33 modelovacích skupin z 16 zemí. Plánoval se také malý počet společných experimentů. Termín pro předložení dokumentů, které mají přispět k Šesté hodnotící zprávě IPCC pracovní skupiny I, je začátek roku 2020.
Struktura CMIP6 byla s ohledem na CMIP5 rozšířena o ekvivalentní rámec nazvaný CMIP Diagnostic, Evaluation and Characterization of Klima (DECK) spolu se souborem Endorsed MIPs, který má zlepšit popis aspektů klimatických modelů nad rámec základního souboru společných experimentů zahrnutých v DECK. Projekty CMIP-Endorsed Model Intercomparison Projects (MIPs) jsou však stále postaveny na historických simulacích DECK a CMIP, proto je jejich hlavním cílem právě řešení širšího okruhu specifických otázek. Tato struktura bude zachována i v budoucích experimentech CMIP.
Cílem CMIP6 je také být konzistentní, pokud jde o společné standardy a dokumentaci. Za tímto účelem zahrnuje metody usnadňující širší distribuci a charakterizaci modelových výstupů a společné standardní nástroje pro jejich analýzu. Byla vytvořena řada příruček pro správce dat, modeláře a uživatele.
Pro studie v rámci DECK je k dispozici soubor oficiálních/společných datových sad radiačního působení a také několik MIPS, což umožňuje smysluplnější srovnání na modelovém souboru vytvořeném pod hlavičkou CMIP6.
Tyto společné datové sady radiačního působení jsou uloženy a koordinovány v rámci input4MIPS (input datasets for Model Intercomparison Projects). Většina z nich je volně k dispozici:
- Historické krátkodobé klimatické faktory (SLCF) a skleníkové plyny (CO2 a CH4).
- Emise ze spalování biomasy.
- Globální datové sady s rastrovanými údaji o vlivu využívání půdy.[15]
- Historické koncentrace skleníkových plynů (GHG): je k dispozici úplný popis[16] prostřednictvím publikace CMIP6 Special Issue.[17]
- Koncentrace ozonu a depozice dusíku (N),[18] přičemž je k dispozici také popis radiačního působení ozonu na základě této datové sady.[19]
- Aerosolové optické vlastnosti a relativní změna koncentrace kapiček v mracích[20]; data jsou k dispozici jako doplněk k publikaci Stevens et al.[20]
- Sluneční záření – datové soubory[21] a jejich popis.[22]
- Soubor dat o stratosférickém aerosolu.
- Datové soubory AMIP o teplotě povrchu moře a mořském ledu

Kromě těchto historických dat radiačního působení má CMIP6 také společný soubor budoucích scénářů zahrnující využití půdy a emise, jak je požadováno pro budoucí scénáře socioekonomického vývoje (SSP) a reprezentativní směry vývoje koncentrací (RCP).